# Gębice (gmina)
Gębice – dawna gmina wiejska istniejąca w latach 1934–1954 i 1973–1976 w woj. poznańskim/bydgoskim (dzisiejsze woj. kujawsko-pomorskie). Siedzibą władz gminy były Gębice (do 1934 miasto).
Gmina zbiorowa Gębice została utworzona 1 sierpnia 1934 roku w powiecie mogileńskim w woj. poznańskim z dotychczasowych jednostkowych gmin wiejskich: Dzierzążno, Gałczynek, Gębice (do 1934 gmina miejska), Gozdanin, Kamieniec, Kamionek, Kwieciszewo, Linowiec, Łosośniki, Myślątkowo, Orchowiec, Orchowo, Orchówko, Ostrówek, Płaczkówko, Procyń, Rękawczynek, Różanna, Siedluchno, Szydłowiec, Wasilewko i Wólka Orchowska (oraz z obszarów dworskich położonych na tych terenach lecz nie wchodzących w skład gmin). 
Po wojnie gmina zachowała przynależność administracyjną. 6 lipca 1950 roku gmina Gębice wraz z powiatem mogileńskim została przyłączona do woj. bydgoskiego (które równocześnie zmieniło nazwę z pomorskiego na bydgoskie). Według stanu z dnia 1 lipca 1952 roku gmina składała się z 22 gromad: Czerniak, Dzierzążno, Gałczynek, Gębice, Gozdanin, Kamieniec, Kamionek, Kwieciszewo, Linowiec, Łosośniki, Marcinkowo, Myślątkowo, Orchowo, Osówiec, Płaczkowo, Procyń, Różanno, Siedluchno, Szydłowo, Szydłówiec, Wasielewko i Wólka Orchowska. Jednostka została zniesiona 29 września 1954 roku wraz z reformą wprowadzającą gromady w miejsce gmin. 
Gminę Gębice przywrócono w powiecie mogileńskim, w woj. bydgoskim wraz z reaktywowaniem gmin z dniem 1 stycznia 1973 roku. 1 czerwca 1975 roku gmina znalazła się w nowo utworzonym („małym”) woj. bydgoskim. 15 stycznia 1976 roku gmina została zniesiona przez połączenie jej terenów z dotychczasową gminą Mogilno w nową gminę Mogilno.